# Organisme pour le registre unique des intermédiaires en assurance, banque et finance
Pour les articles homonymes, voir Orias.
L'Organisme pour le registre unique des intermédiaires en assurance, banque et finance (ORIAS) est une association loi de 1901, sous tutelle de la direction générale du Trésor. Créée en 2007, elle a pour but d'homologuer les intermédiaires en assurance, conformément à la directive 2002/92/CE du Parlement européen. ORIAS désigne également le registre administré par l'association, répertoriant les intermédiaires en France, quels que soient leurs domaines d'action, leurs produits et leurs activités.
Initialement, le registre des intermédiaires concernait les agents généraux, courtiers d'assurance et de réassurance, mandataires d'assurances ou mandataires d'intermédiaire en assurances. Le périmètre de la mission de l'ORIAS a été étendu, par la loi du 22 octobre 2010 relative à la régulation bancaire et financière, aux intermédiaires en opérations de banque et de services de paiement (IOBSP), ainsi qu'aux conseillers en investissements financiers (CIF) et aux agents liés de prestations de services d'investissement (ALPSI). Il s'est également ouvert aux intermédiaires en financement participatif et aux conseillers en financement participatif en 2014.

## Le registre unique
Depuis novembre 2014, le registre des intermédiaires centralise les cinq familles d'intermédiaires financiers : en assurances (intermédiaire en assurance ou IAS), en crédits (intermédiaire en opérations de banque et en services de paiement ou IOBSP), en investissements financiers (conseiller en investissements financiers ou CIF) et en financement participatif ou investissement participatif (crowdfunding).
Il dénombre notamment les personnes physiques ou personnes morales autorisées à exercer l'activité d'intermédiation en assurance en France. L'inscription est obligatoire, ce qui permet d’éviter les fraudes aux consommateurs, assuré(e)s, emprunteurs ou épargnants.
Pour effectuer des opérations d’assurance, il faut remplir des conditions qui sont vérifiées annuellement par l'ORIAS préalablement à l'immatriculation de l'intermédiaire.
L'ORIAS est limité à la vérification ; en revanche, le contrôle de l'activité des intermédiaires est de la responsabilité de l'Autorité de contrôle prudentiel et de résolution (ACPR, anciennement l'ACAM et la Commission bancaire)
L'inscription au fichier est payante et à la charge des intermédiaires. C'est à l'intermédiaire de renouveler chaque année cette inscription.
Pour les IOBSP, courtiers en crédits, par exemple, le même type de cadre juridique est désormais applicable : obligation d'immatriculation/enregistrement, présentation d'un dossier à cet effet, justification d'une compétence professionnelle (soit par expérience, soit par diplôme, soit au moyen d'une formation ad hoc sanctionnée par un contrôle de connaissances, garantie, assurance professionnelle de l'activité). Ces dispositions sont en place depuis le 15 janvier 2013.
Les IOBSP et les IAS sont contrôlés par l'ACPR. Les CIF sont contrôlés par l'AMF.
À fin 2015, le registre unique des intermédiaires recensait 53 380 professionnels, en France, dont 22 818 courtiers d'assurance, 5 223 courtiers en opérations de banque et en services de paiement et 4 990 conseillers en investissements financiers. Ce chiffre est passé au 31/12/2018 à 61 383, ce qui montre une croissance en matière d'emplois dans le secteur de l'intermédiation en assurance.

## En Europe
Sur le plan communautaire, l'ORIAS est compétent en matière du « passeport européen » pour les intermédiaires en assurances et pour les intermédiaires en opérations de banque et en services de paiement spécialisés en crédit immobilier. L'ORIAS peut en effet émettre et recevoir des notifications d'exercice de l'intermédiation via la libre prestation de service ou la liberté d'établissement, pour les États de l'Union européenne et de l'Espace économique européen.